# Franco Petracchi
Franco Petracchi (n. Pistoya, 22 de septiembre de 1937) es un músico italiano, compositor, contrabajista y profesor de contrabajo. Estudió en Roma, y se graduó en el Conservatorio Santa Cecilia en composición y en dirección orquestal.
Sus actividades concertísticas lo han llevado por todo el mundo, y ha actuado en las salas más importantes. Los compositores Mortari, Franco Donatoni, Henze, Rota, Berio le han dedicado alguna de sus obras.
Ha  impartido lecciones magistrales en Estocolmo, Copenhague, Siena, Madrid, Oslo, Cincinnati, Barcelona, Sermoneta, Roma, Cremona, Helsinki, Tokio, Chicago, Atlanta, Londres, etc. En la actualidad está considerado como uno de los maestros más importantes de contrabajo. Es profesor del conservatorio de Ginebra, donde imparte clases de virtuosismo.
Ha dedicado gran parte de su tiempo a la dirección orquestal concentrándose en el repertorio clásico romántico que rara vez se escucha. En este campo ha dirigido trabajos poco conocidos de Stravinsky, Rossini, Salieri y Cherubini en los estudios de la RAI en Turín y también en Maggio Musicale de Florencia, Opera San Carlo de Nápoles, Festival Rossini de Pesaro y Santa Cecilia, Roma. 
Ha sido director invitado con orquestas en Gran Bretaña (Orquesta Sinfónica de Londres), Dinamarca, Suecia, Polonia, Suiza, Bulgaria, Japón.
Cuenta en su haber con importantes grabaciones para Phillips, Sony, Dynamic, ASV y NHK. Ha ganado el Premio Italia por su participación en A Double Bass in Search of Love. Está en posesión de un preciado Rossi.